# Campionat de Portugal d'hoquei sobre patins femení
El Campionat de Portugal d'hoquei sobre patins femení (en portuguès: Campeonato Nacional Feminino Hóquei Patins), també conegut com a Primera Divisió Femenina, és una competició esportiva de clubs d'hoquei sobre patins portuguesos, creada la temporada 1991-92. De caràcter anual, està organitzada per la Federació Portuguesa de Patinatge. Hi participen tretze equips que disputen el torneig en format lligueta a dues voltes L'equip amb més punts aconseguits al final de la competició és considerat campió de Portugal d'hoquei sobre patins. El campió té dret a participar en la Supercopa de Portugal i la Copa d'Europa d'hoquei sobre patins de la temporada següent.
El dominador de la competició és l'Sport Lisboa e Benfica amb set títols.

## Equips participants
- CR Antes
- AF Arazede
- Sport Lisboa e Benfica
- Clube Atlético de Campo de Ourique
- Clube Hóquei dos Carvalhos
- Associação Académica de Coimbra
- Clube Académico da Feira
- União Desportiva e Cultural de Nafarros
- Clube Infante de Sagres
- Associação Desportiva Sanjoanense
- Sporting Clube de Portugal
- Associação de Patinagem Atlético Clube do Tojal
- União Desportiva Vilafranquense

## Historial
| En negreta = Equip guanyador (1) = Nombre de campionats Nota: Noms dels equips segons l'època |

| Edició | Temporada | Campió                                                 | Resultat                                               | Subcampió                                              | refs  |
| ------ | --------- | ------------------------------------------------------ | ------------------------------------------------------ | ------------------------------------------------------ | ----- |
| I      | 1991-92   | CSP Alfena (1)                                         | lligueta                                               |                                                        |       |
| II     | 1992-93   | ACD Vila Bona del Bisbe (1)                            | lligueta                                               |                                                        |       |
| III    | 1993-94   | AD Oeiras (1)                                          | lligueta                                               |                                                        |       |
| IV     | 1994-95   | CSP Alfena (2)                                         | lligueta                                               |                                                        |       |
| V      | 1995-96   | AA Amadora (1)                                         | lligueta                                               |                                                        |       |
| VI     | 1996-97   | CH Carvalhos (1)                                       | lligueta                                               |                                                        |       |
| VII    | 1997-98   | AA Amadora (2)                                         | lligueta                                               |                                                        |       |
| VIII   | 1998-99   | CH Carvalhos (2)                                       | lligueta                                               |                                                        |       |
| IX     | 1999-00   | HC Sintra (1)                                          | lligueta                                               |                                                        |       |
| X      | 2000-01   | CD Nortecoope (1)                                      | lligueta                                               |                                                        |       |
| XI     | 2001-02   | CD Nortecoope (2)                                      | lligueta                                               |                                                        |       |
| XII    | 2002-03   | CD Nortecoope (3)                                      | lligueta                                               |                                                        |       |
| XIII   | 2003-04   | CD Nortecoope (4)                                      | lligueta                                               |                                                        |       |
| XIV    | 2004-05   | CD Nortecoope (5)                                      | lligueta                                               |                                                        |       |
| XV     | 2005-06   | Fundação Nortecoope (1)                                | lligueta                                               | CD Portosantense                                       |       |
| XVI    | 2006-07   | Fundação Nortecoope (2)                                | lligueta                                               | A Alcobacense                                          |       |
| XVII   | 2007-08   | Fundação Nortecoope (3)                                | lligueta                                               | HC Mealhada                                            | [ 2 ] |
| XVIII  | 2008-09   | Fundação Nortecoope (4)                                | lligueta                                               | CD Boliqueime                                          |       |
| XIX    | 2009-10   | Fundação Nortecoope (5)                                | lligueta                                               | GDR Os Lobinhos                                        |       |
| XX     | 2010-11   | GDR Os Lobinhos (1)                                    | lligueta                                               | CD Boliqueime                                          |       |
| XXI    | 2011-12   | HC Turquel (1)                                         | lligueta                                               | GDR Os Lobinhos                                        |       |
| XXII   | 2012-13   | SL Benfica (1)                                         | lligueta                                               | HC Turquel                                             |       |
| XXIII  | 2013-14   | SL Benfica (2)                                         | lligueta                                               | Stuart HC Massamá                                      |       |
| XXIV   | 2014-15   | SL Benfica (3)                                         | lligueta                                               | AA Coimbra                                             |       |
| XXV    | 2015-16   | SL Benfica (4)                                         | lligueta                                               | HC Turquel                                             |       |
| XXVI   | 2016-17   | SL Benfica (5)                                         | lligueta                                               | Stuart HC Massamá                                      |       |
| XXVII  | 2017-18   | SL Benfica (6)                                         | lligueta                                               | CH Carvalhos                                           | [ 3 ] |
| XXVIII | 2018-19   | SL Benfica (7)                                         | lligueta                                               | Stuart HC Massamá                                      |       |
| XXIX   | 2019-20   | Edició suspesa pel risc públic de contagi del COVID-19 | Edició suspesa pel risc públic de contagi del COVID-19 | Edició suspesa pel risc públic de contagi del COVID-19 | [ 4 ] |
| XXX    | 2020-21   | SL Benfica (8)                                         | 8-5                                                    | Sporting CP                                            | [ 5 ] |
| XXXI   | 2021-22   | SL Benfica (9)                                         | 3-2                                                    | Sporting CP                                            | [ 6 ] |
| XXXII  | 2022-23   | SL Benfica (10)                                        | 2-1                                                    | HC Turquel                                             | [ 7 ] |
| XXXIII | 2023-24   | SL Benfica (11)                                        |                                                        |                                                        |       |
| XXXIV  | 2024-25   | SL Benfica (12)                                        | 2-0                                                    | HC Turquel                                             |       |

## Palmarès
| Equip                               | Campió | Subcampió | Anys campió                                                                                                | Anys subcampió                     |
| ----------------------------------- | ------ | --------- | --- | ---------------------------------- |
| Sport Lisboa e Benfica              | 12     | 0         | 2012-13, 2013-14, 2014-15, 2015-16, 2016-17, 2017-18, 2018-19, 2020-21, 2021-22, 2022-23, 2023-24, 2024-25 | —                                  |
| Centro Desportivo Nortecoope        | 5      | 0         | 2000-01, 2001-02, 2002-03, 2003-04, 2004-05                                                                | —                                  |
| Fundação Nortecoope                 | 5      | 0         | 2005-06, 2006-07, 2007-08, 2008-09, 2009-10                                                                | —                                  |
| Clube Hóquei dos Carvalhos          | 2      | 1         | 1996-97, 1998-99                                                                                           | 2017-18                            |
| Centro Social e Paroquial de Alfena | 2      | 0         | 1991-92, 1994-95                                                                                           | —                                  |
| Associação Académica d'Amadora      | 2      | 0         | 1995-96, 1997-98                                                                                           | —                                  |
| Hóquei Clube de Turquel             | 1      | 4         | 2011-12 | 2012-13, 2015-16, 2022-23, 2024-25 |
| GDR Os Lobinhos                     | 1      | 2         | 2010-11 | 2009-10, 2011-12                   |
| ACD Vila Bona del Bisbe             | 1      | 0         | 1992-93 | —                                  |
| Associação Deportiva Oeiras         | 1      | 0         | 1993-94 | —                                  |
| Hóquei Clube de Sintra              | 1      | 0         | 1999-00 | —                                  |
| Stuart Hóquei Clube Massamá         | 0      | 3         | — | 2013-14, 2016-17, 2018-19          |
| Club Deportivo Boliqueime           | 0      | 2         | — | 2008-09, 2010-11                   |
| Sporting Clube de Portugal          | 0      | 2         | — | 2020-21, 2021-22                   |
| Clube Desportivo Portosantense      | 0      | 1         | — | 2005-06                            |
| Associação Alcobacense              | 0      | 1         | — | 2006-07                            |
| Hoquei Clube Da Mealhada            | 0      | 1         | — | 2007-08                            |
| Associação Académica de Coimbra     | 0      | 1         | — | 2014-15                            |